# 耶律夷臘葛
耶律夷腊葛（?—969年）字苏散，辽国官员。宫分人（辽代皇族家奴），检校太师耶律合鲁之子。应历初年，世袭父亲职务。几年后任殿前都点检。当时辽穆宗即位，怀疑诸王有异心，耶律夷腊葛出身低微，因而获得信任，参与一切机密工作，改任寄班都知，赐宫户。辽穆宗酗酒，经常因小事杀人。管理雉鸡的人伤了雉鸡，雉鸡死亡，穆宗想杀他，耶律夷腊葛谏：“是罪不应死。”穆宗还是杀了他，将尸体给耶律夷腊葛说：“收汝故人！”又有监鹿详稳丢失了一只鹿，下狱当死，耶律夷腊葛又谏：“人命至重，岂可为一兽杀之？”穆宗最终免其死罪。辽代法律，只有天子可以射歧角公鹿，968年秋猎时，模仿鹿叫的人呼来一公鹿，穆宗命夷腊葛射，鹿随着弓弦的声音而倒下。穆宗大悦，赐耶律夷腊葛黑山东抹真地区，金、银各百两，名马百匹。后穆宗被杀，耶律夷腊葛因守卫不严，被处决。

## 延伸阅读
[在维基数据编辑]
 《遼史·卷78》，出自脱脱《遼史》